# Only You Can Rock Me
Only You Can Rock Me è un EP del gruppo musicale inglese UFO, pubblicato nel 1978. È arrivato al 50º posto nella Official Singles Chart.

## Tracce
Lato A
1. Only You Can Rock Me – 4:10 (Schenker, Way, Mogg)
2. Cherry – 3:32 (Way, Mogg)

Lato B
1. Rock Bottom – 6:30 (Schenker, Mogg)